# Aedes lorraineae
Aedes lorraineae är en tvåvingeart som beskrevs av Berlin 1969. Aedes lorraineae ingår i släktet Aedes och familjen stickmyggor. Inga underarter finns listade i Catalogue of Life.